# Lapitz
Lapitz este o comună din landul Mecklenburg-Pomerania Inferioară, Germania.